# Rožňava (distrikt)
Distriktet Rožňava (okres Rožňava) er et distrikt i Košice Regionen i det østlige Slovakiet. Indtil 1918, var det meste af distriktet en del af et amt i Kongeriget Ungarn ved navn Gömör és Kishont, bortset fra området i sydøst omkring kommunerne Silická Jablonica, Hrušov, Jablonov nad Turňou og Hrhov, som dannede en del af amtet Abaúj-Torna.

## Kommuner
| - Ardovo - Ardovo - Betliar - Bohúňovo - Bôrka - Brdárka - Bretka - Brzotín - Čierna Lehota - Čoltovo - Čučma - Dedinky - Dlhá Ves - Dobšiná - Drnava - Gemerská Hôrka - Gemerská Panica - Gemerská Poloma - Gočaltovo - Gočovo - Hanková - Henckovce - Honce - Hrhov - Hrušov - Jablonov nad Turňou - Jovice - Kečovo - Kobeliarovo - Koceľovce - Kováčová - Krásnohorská Dlhá Lúka | - Krásnohorské Podhradie - Kružná - Kunova Teplica - Lipovník - Lúčka - Markuška - Meliata - Nižná Slaná - Ochtiná - Pača - Pašková - Petrovo - Plešivec - Rakovnica - Rejdová - Rochovce - Roštár - Rozložná - Rožňava - Rožňavské Bystré - Rudná - Silica - Silická Brezová - Silická Jablonica - Slavec - Slavoška - Slavošovce - Stratená - Štítnik - Vlachovo - Vyšná Slaná |